# DJ KEN-BO
DJ KEN-BO（ディージェイ・ケンボー）は、日本のDJ・ダンサー。

## 来歴
- 1984年 - 12歳でDJとしての活動を始める。後にダンサーとしても活動[1]。
- 1990年 - DJとしてZOOのサポートメンバーに加わる。在籍中にはテレビ朝日系列「DADA」の選曲なども担当した。
- 1994年 - ヒップホップグループ・キングギドラ(現KGDR)のライブDJを務める。
- 1996年 - さんピンCAMPに出演。
- 1997年 - Zeebraと共にURBARIAN GYMを結成。
- 1999年 - 真木蔵人が中心となって集まったNAKAMA RACING TOURのメインDJを務める。
- 2003年 - プロデュースチーム・FIRSTKLASに加入する。
- 2012年 - BAZOOKA!!! 高校生RAP選手権のDJを第1回より務める。

## 作品
- 『Shade Of 80s Vol.2』（2010年4月22日）
- 『Back To 80’s Party Mix Nonstop Live Mixed By Dj Ken-bo』（2014年8月27日）
- 『Back To 80’s Best Hit Mix Nonstop Mixed By Dj Ken-bo』（2014年12月24日）
- 『Back To Aor & #8210 Mellow Driving Mix-』（2015年5月20日）
- 『Nu Disco Theque』（2015年10月21日）

## 出演
テレビ番組
- シュガーヒルストリート（日本テレビ、第1回～第2回）
- スペシャにチャレンジ 音知連（スペースシャワーTV、第38回）
- BAZOOKA!!! 高校生RAP選手権（BSスカパー!、第1回～）
- フリースタイルダンジョン（テレビ朝日、2016年11月9日〜12月21日 審査員）

ラジオ番組
- BEATS TO THE RHYME（エフエム東京、1999年～2002年9月）